# Refren

Notația muzicală pentru piesa "Jingle Bells"

Refrenul este cuvântul, versul sau versurile care se repetă la anumite intervale (ale discursului liric) spre a accentua o idee, o stare sau un anumit efect artistic.